# Robert I. Moore
Pour les articles homonymes, voir Robert Moore et Moore.
Robert Ian Moore, né le 8 mai 1941 et mort le 5 février 2025, est un historien britannique, spécialiste de l'histoire sociale, politique et religieuse du Moyen Âge central, et en particulier des hérésies. Il est aussi spécialiste d'histoire globale.

## Biographie
Né à Enniskillen en Irlande du Nord, Robert Ian Moore a fait ses études à l'université d'Oxford, où il a été l'élève de Vivian H. Galbraith et de Ralph H. C. Davis, avant de rejoindre l'université de Sheffield, où il a enseigné l'histoire médiévale jusqu'en 1994. Il a ensuite été professeur d'histoire médiévale à l'université de Newcastle jusqu'à sa retraite en 2003. Il a aussi été professeur invité aux universités de Chicago et de Berkeley.

## «Société persécutrice», «Guerre à l'hérésie» et «Première révolution européenne»
L'œuvre de Robert I. Moore est d'abord célèbre pour sa thèse, lancée en 1987 dans son livre La Persécution : sa formation en Europe, Xe – XIIIe siècle (titre original anglais : The Formation of a Persecuting Society : Power and Deviance in Western Europe, 950-1250), selon laquelle les sociétés occidentales sont devenues des sociétés structurellement persécutrices, intolérantes et souvent violentes envers toutes les minorités (Juifs, homosexuels, lépreux, hérétiques, infidèles...), en relation avec la formation et le développement de pouvoirs centralisés dotés d'appareils bureaucratiques, qu'il s'agisse de l'Église catholique ou des états royaux et princiers.
En 2012, son livre The War on Heresy. Faith and Power in Medieval Europe, traduit en français en 2017 sous le titre Hérétiques. Résistances et répression dans l'Occident médiéval, propose une relecture complète de l'histoire des mouvements hérétiques du Moyen Âge central. Selon Moore, dont les positions sont proches de celles de Mark G. Pegg et rejoignent celles développées en France depuis les années 1990 par Monique Zerner, Jean-Louis Biget ou encore Uwe Brunn, les hérétiques n'appartenaient pas à une ou des Églises bien structurées et hiérarchisées ; ils étaient des chrétiens enclins à résister obstinément aux transformations connues par l'Église romaine depuis la réforme grégorienne, attachés à la pauvreté évangélique et opposés aux privilèges du clergé. C'est seulement pour venir à bout de leurs résistances en les persécutant et pour ainsi s'assurer une domination incontestée que l'Église romaine et les princes séculiers les ont qualifiés d'hérétiques.
En 2013 s'est tenue à Londres, à University College et au Warburg Institute, un colloque international intitulé Catharism : Balkan Heresy or Construction of a Persecuting Society ? (Le catharisme : hérésie des Balkans ou construction d'une société persécutrice) et centré sur une discussion des thèses avancées par R. Moore dans La Persécution : sa formation en Europe, Xe – XIIIe siècle et dans Hérétiques. Résistances et répression dans l'Occident médiéval. Un livre intitulé Cathars in Question, paru en 2016, réunit les actes de ce colloque.
Plus largement, Robert I. Moore est un historien du premier essor, indissociablement économique, social et politique, de l'Occident latin pendant une période décisive de deux siècles  et demi environ, des environs de 950 aux environs de 1200. Tel est l'objet de son livre intitulé La première révolution européenne : cette période, qui est celle du féodalisme, voit une rupture profonde avec la civilisation paysanne antérieure ; se développent aussi bien le modèle de la famille chrétienne que la division du travail et la diversification des tâches, la productivité des campagnes et le servage, les villes, les administrations. Les agriculteurs deviennent des paysans sédentaires producteurs d'excédents au profit des seigneurs, lesquels ne s'entourent plus seulement de guerriers mais de clercs, administrateurs et juristes. La discipline des mœurs et l'organisation familiale se stabilisent ; la noblesse et le clergé se soutiennent mutuellement pour exercer leur domination sur les populations.

## Histoire globale
R. I. Moore est un des pionniers de l'histoire globale ou World history.
Depuis le début des années 1990, il dirige une collection d'ouvrages de synthèse en la matière intitulée The Blackwell History of the World. La démarche se fonde sur l’idée qu' « un monde dont le futur commun sera celui d'une transformation vertigineuse et potentiellement catastrophique a besoin d'une histoire commune, qui non seulement fournisse  des descriptions solides et circonstanciées de large pans de l'évolution humaine, mais réponde aussi directement, et de façon parlante, aux préoccupations du présent ».
Parmi les succès de la collection, on compte le livre de l'indianiste Christopher Alan Bayly, The Birth of the Modern World, 1750-1914, paru en 2004 et traduit en français en 2006 sous le titre La naissance du monde moderne.
R. I. Moore est lui-même l'auteur d'atlas historiques et de plusieurs études sur l'histoire globale, en particulier du continent eurasiatique. Il développe notamment la notion d' « Ancien Régime eurasien ». Il annonce travailler à un ouvrage intitulé Foundations of the Modern World pour sa collection, The Blackwell History of the World - dans laquelle est également prévu, pour former un tout avec celui de Christopher Alan Bayly, un ouvrage de Sanjay Subrahmanyam sur The Early Modern World.

## Publications

### Livres
- (en) The Birth of Popular Heresy, 1975 [traductions anglaises de sources latines].
- (en) The Origins of European Dissent, Allen Lane, 1977, 2e éd. Toronto, 1985. Recension par Beryl Smalley dans English Historical Review, 369, 1978, p. 853-856, en ligne sur le site Jstor.
- (en + fr) The Formation of a Persecuting Society: Power and Deviance in Western Europe, 950–1250, Blackwell, 1987. Traduction française Catherine Malamoud, La persécution. Sa formation en Europe, 950-1250, Paris, Les Belles Lettres, 1991, rééd. 10/18, 1997 ; traductions néerlandaise et espagnole. Seconde édition augmentée, The Formation of a Persecuting Society: Authority and Deviance in Western Europe, 950–1250, Blackwell, 2007. Recension dans Hommes & migrations, 1151-1152, 1992, p. 104-105, en ligne sur le site Persée.
- (en + fr) The First European Revolution, c. 970–1215, 2000, traduction française Jean-Pierre Bardos, La première révolution européenne, Le Seuil, 2001. Traductions en allemand, espagnol et italien. Recension dans Genèse, 49, 2002, p. 163, en ligne sur le site Cairn.info.
- (en) R. C. H. Davis, A History of Medieval Europe : from Constantine to Saint Louis, 3e édition révisée par R. I. Moore, Pearson Longman, 2005,  (ISBN 0-582-78462-X)
- (en + fr) The War on Heresy : Faith and Power in Medieval Europe, Londres, Profile Books, 2012 ; traduction française Julien Théry, Hérétiques. Résistances et répression dans l’Occident médiéval, Paris, Belin, 2017. Présentation dans le magazine Books.

### Sélection d'articles
- (en) "Family, Community and Cult on the Eve of the Gregorian Reform", Transactions of the Royal Historical Society, 5th series, 30 (1980), p. 49-69.
- (en) "Antisemitism and the Birth of Europe", Studies in Church History éd. Diana Wood, 29, Christianity and Judaism, (Oxford, 1992), p. 33-57.
- (en) "Heresy and the Making of Literacy, c. 1000 - 1150", dans Peter Biller, Anne Hudson, Heresy and Literacy in the Middle Ages, Cambridge University Press, 1994, p. 19–37, repris dans Lester K. Little, Barbara H. Rosenwein, éd., Debating the Middle Ages, Oxford, 1998, p. 363-375.
- (en) "Heresy, Repression and Social Change in the Age of Gregorian Reform", dans Medieval Christendom and Its Discontents, éd. Scott J. Waugh, Cambridge University Press, 1996, p. 19–46.
- "A la naissance d'une société persécutrice : les clercs, les Cathares et la formation de l'Europe", dans Le Catharisme : un ordre condamné. Centre national d'études cathares, 6e session d'histoire médiévale, septembre 1993, Carcassonne, 1996, p. 11-37.
- (en)"'Between Sanctity and Superstition: Saints and their Miracles in the Age of Revolution", dans The Work of Jacques Le Goff, and the Challenges of Medieval History éd. Miri Rubin, Boydell Press, Woodbridge, 1997, p. 63-75.
- (en) "World history", dans Michael Bentley, éd., Companion to Historiography, Londres, Routledge, 1997, p. 941–959.
- (en) "The Birth of Europe as a Eurasian Phenomenon", Modern Asian Studies 31/3, 1997, p. 583–601, repris dans V. Lieberman, éd., Beyond Binary Histories : Re-imagining Eurasia to c. 1830, Ann Arbor, 1999, p. 139-159.
- "Les Albigeois d'après les chroniques angevines", dans La croisade albigeoise. Actes du colloque du Centre d'études cathares (Carcassonne, 4, 5 et 6 octobre 2002), Balma, Centre d'études cathares, 2004, p. 81-90.
- (en) "The Weight of Opinion : Religion and the People of Europe from the Tenth to the Twelfth Century"", dans C. Leyser, K. Cooper, dir., Making Early Medieval Societies: Conflict and Belonging in the Latin West 300-1200 , Cambridge University Press, 2016, p. 202-219.
- (en) "Treasures in Heaven. Defining the Eurasian Old Regime", Medieval Worlds, 6, 2017, p. 7-19.

### Entretiens disponibles en ligne
- « La naissance des villes a tout changé », entretien avec Robert I. Moore, L'express, 19 juillet 2001, en ligne.
- « Comment l'Eglise a fabriqué des hérétiques », entretien avec Robert I. Moore, L'Histoire, 430, 2016, p. 40-47, en ligne.
- « De la "guerre à l’hérésie" à la "guerre à la terreur" », entretien accordé à Mediapart, 16 décembre 2017.

### Conférence disponible en ligne
- Conférence inaugurale de R. I. Moore au MacMillan Center Initiative on Religion, Politics & Society, à l'Université de Yale aux Etats-Unis, le 16 février 2008, sur le sujet "Religion et violence", en anglais.

## Distinctions universitaires
- Royal Historical Society (1975)[9]
- Royal Asiatic Society (1992)
- Institute of Advanced Study, Indiana University (1995)[10]
- Medieval Academy of America (2002)[11]